# 小行星5515
小行星5515（英語：5515）是一颗围绕太阳公转的小行星。1989年3月5日，埃莉諾·赫琳在帕洛马山发现了此天体。
这颗小行星的绝对星等为46.49282等。